# Hemipsilichthys mutuca
Hemipsilichthys mutuca es una especie de peces de la familia Loricariidae en el orden de los Siluriformes.

## Morfología
Los machos pueden llegar alcanzar los 9,6 cm de longitud total.

## Distribución geográfica
Se encuentra en el Brasil.